# Dorflinde in Frankenhain (Berkatal)
Die Dorflinde in Frankenhain im nordhessischen Werra-Meißner-Kreis wurde bereits im Jahr 1936 zu einem Naturdenkmal erklärt. Ihr Alter wird auf mehr als 200 Jahre geschätzt.

## Standort
Der alte Baum steht mit weiteren vier Linden auf dem Anger in der Nähe zur Evangelischen Kirche in der Ortsmitte von Frankenhain. Das Dorf in dem östlichen Meißnervorland, das zum ersten Mal im 14. Jahrhundert als Franckinhein urkundlich erwähnt wurde, verdankt seinen wirtschaftlichem Wohlstand den hier ansässigen Fuhrleuten. Seit dem 16. Jahrhundert versorgten sie die Salzsieder in Sooden mit Brennholz aus den heimischen Wäldern und später mit der Braunkohle vom Meißner. Dafür erhielten sie Salz, das sie mit Gewinn exportierten und auf dem Rückweg Wein und andere Güter mitbrachten. Zeugen dieser Blütezeit sind die stattlichen Hofanlagen mit den großen Lagerkellern im Verlauf der heutigen Meißnerstraße, die an dem Anger vorbeiführt. Im 19. Jahrhundert wurden dann der Bergbau und die Schmelztiegelproduktion die hauptsächlichen Erwerbsquellen für die Einwohner. Im Rahmen der hessischen Gebietsreform ist Frankenhain am 31. Dezember 1971 mit Frankershausen und Hitzerode in die neu gebildete Gemeinde Berkatal eingegliedert worden.
In der naturräumlichen Gliederung Deutschlands, die auf der Geographischen Landesaufnahme des Instituts für Landeskunde Bad Godesberg basiert, wird Frankenhain dem Bereich zwischen Fulda-Werra-Bergland und Unterem Werrabergland zugeordnet.

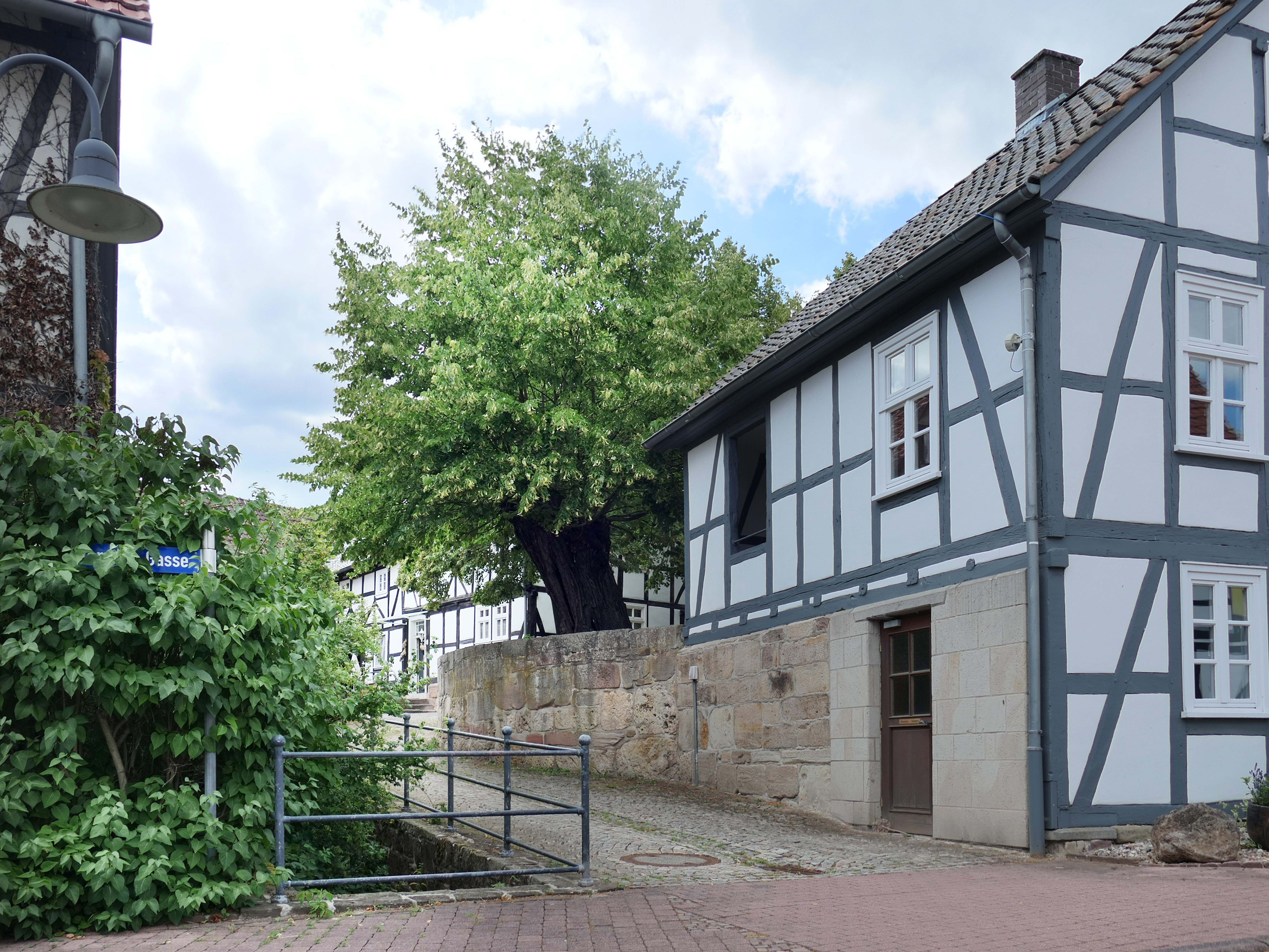
Die Dorflinde mit dem neu errichteten „Backhuus“ und der Berka, die den Ort durchfließt
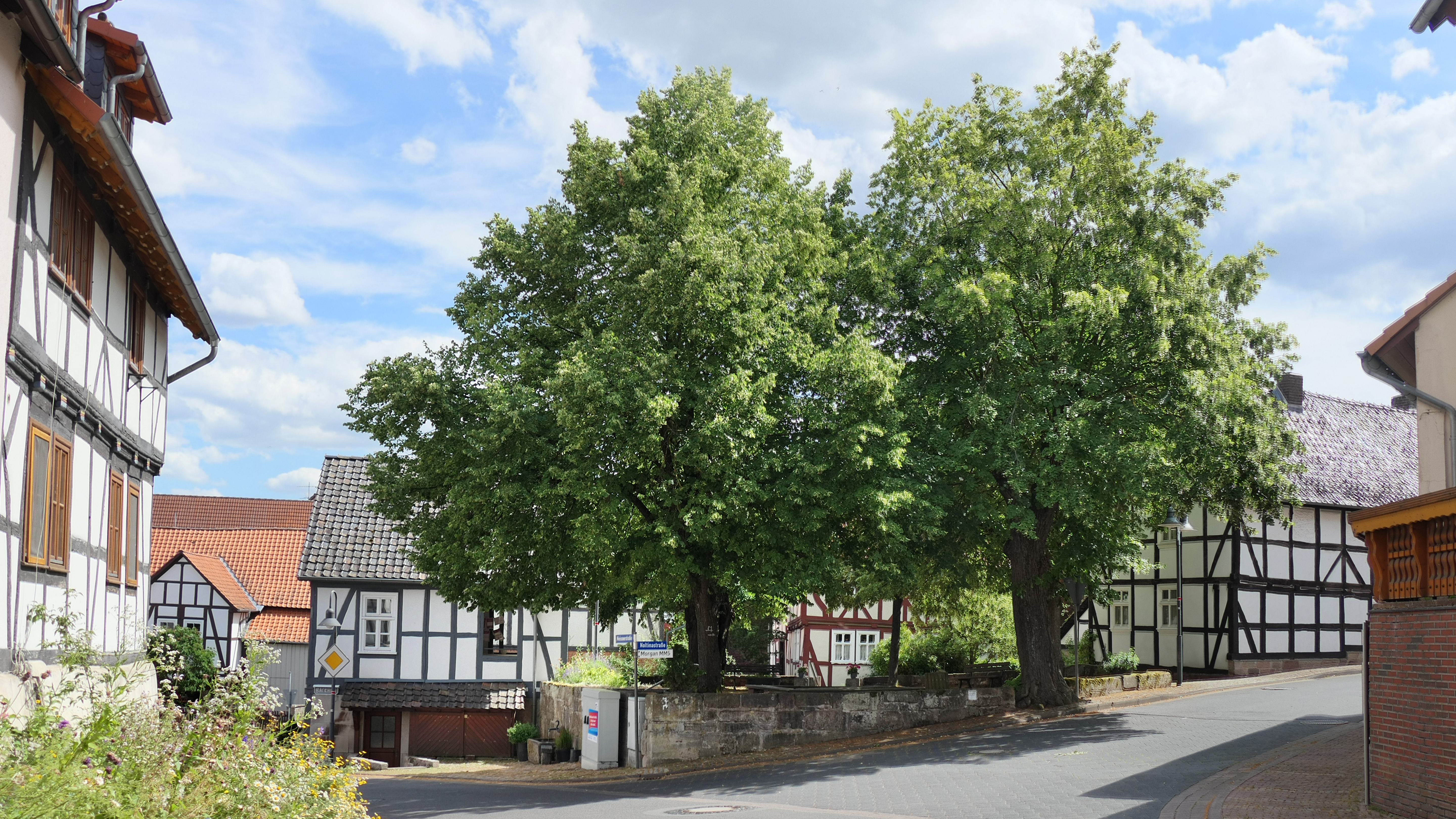
Ecke Noltina- und Meissnerstraße am Anger

## Geschichte
Der Anger mit seiner hohen Umrandungsmauer, seinen Bäumen und dem Backhaus wurde seit altersher als der Mittelpunkt des Dorflebens angesehen. Die einstige Gerichtsstätte ist Versammlungsort und Festplatz. Wenn in vergangenen Zeiten der Bürgermeister etwas mitzuteilen hatte, ließ er durch den Ortsdiener mit seiner Schelle die Einwohner auf dem Anger zusammenrufen. Auf dem Anger wurden Hochzeiten, Feste und die Kirmes mit dem traditionellen Tanz „Viertouriger“ gefeiert.
Das Pflanzdatum der als Naturdenkmal geschützten Dorflinde auf dem Anger ist unbekannt. In dem 1984 erschienenen Buch Bäume aus dem Werraland des Kunsthistorikers und Fotografen Thomas Wiegand wird ihr Alter mit 200 Jahren angegeben. Wiegand berichtet, dass sie der letzte verbliebene alte Baum auf dem Anger ist, nachdem im Juni 1969 von den alten Linden eine vom Sturm gefällt und eine  im Jahr 1973 beseitigt wurde. Die heute zweitälteste Linde sollte wie ein am Anger stehendes Fachwerkhaus der Verbreiterung der Noltinastraße weichen. Dies konnte durch den Einsatz der Denkmalschützer verhindert werden, lediglich die Angermauer wurde ein Stück zurückgesetzt.

## Denkmalschutz

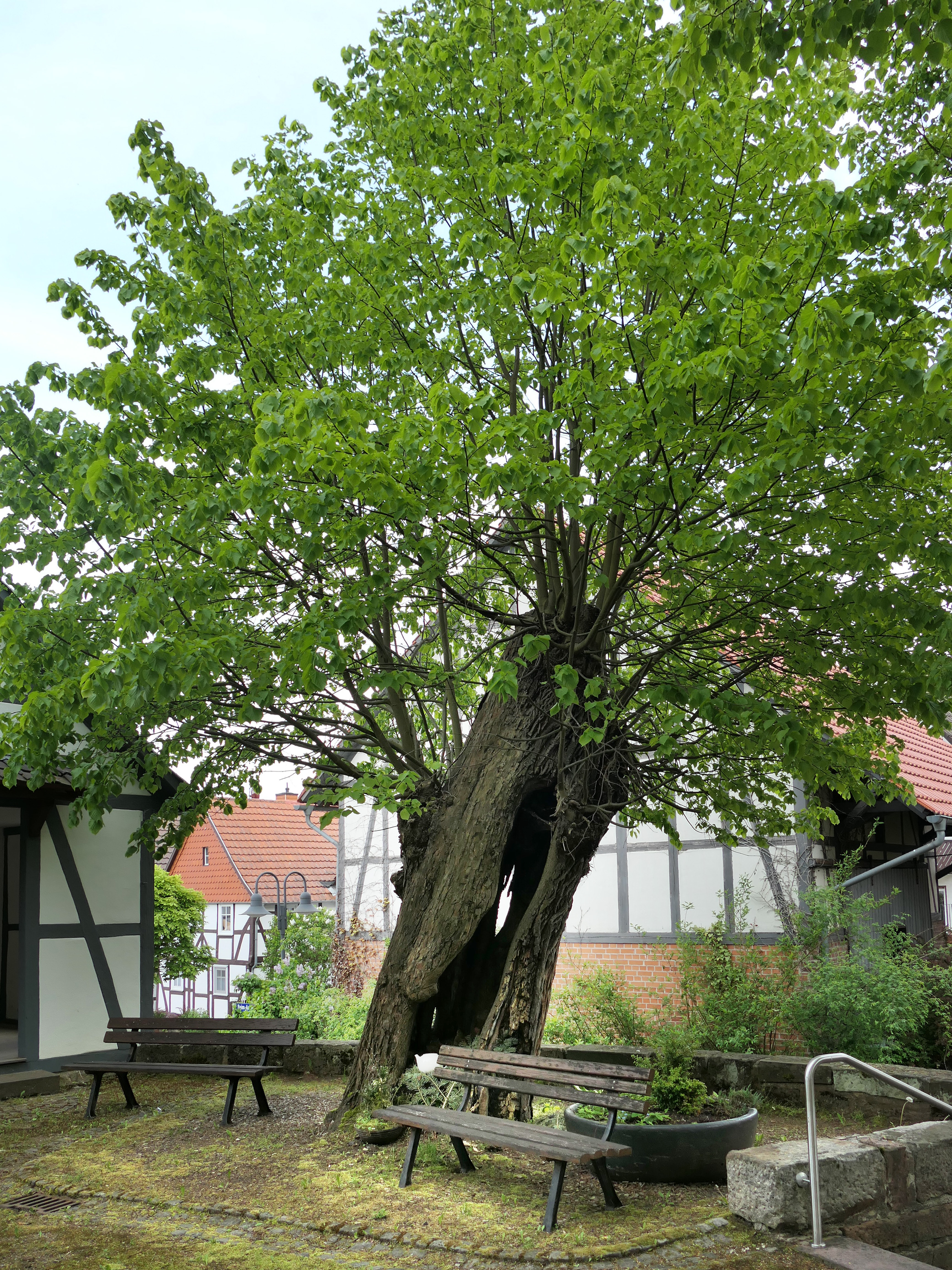
Die Dorflinde im Mai 2023

Der alte Baum, der in der Liste der Naturdenkmale des Werra-Meißner-Kreises die Nummer ND 636.534 besitzt, wird als „rechtsverbindlich festgesetzte Einzelschöpfung der Natur“ durch das Bundesnaturschutzgesetz besonders geschützt. Anlässlich der Neuregelung des Naturschutzes durch das Naturschutzgesetz vom 26. Juni 1935 wurde die Dorflinde mit Zustimmung der höheren Naturschutzbehörde unter der laufenden Nummer 34 in das Naturdenkmalbuch des Kreises Eschwege eingetragen und erhielt damals mit dem Inkrafttreten der Verordnung zur Sicherung von Naturdenkmalen in den Stadt- und Landkreisen des Regierungsbezirks Kassel am 1. November 1936 den Schutz des Reichsnaturschutzgesetzes.
Aus Sicht der Denkmalschützer ist der Ortsanger als ehemaliger Gerichtsplatz an exponierter Stelle im alten Dorfkern aus städtebaulichen und ortsgeschichtlichen Gründen erhaltenswert. Er ist als Teil des historischen Ortskerns Frankenhains mit in die Gesamtanlage einbezogen worden, die aus geschichtlichen Gründen geschützt wird. Im Denkmalverzeichnis des Landes Hessen hat der Anger die Nummer 37832 und die Gesamtanlage die Nummer 37818.